# Építész

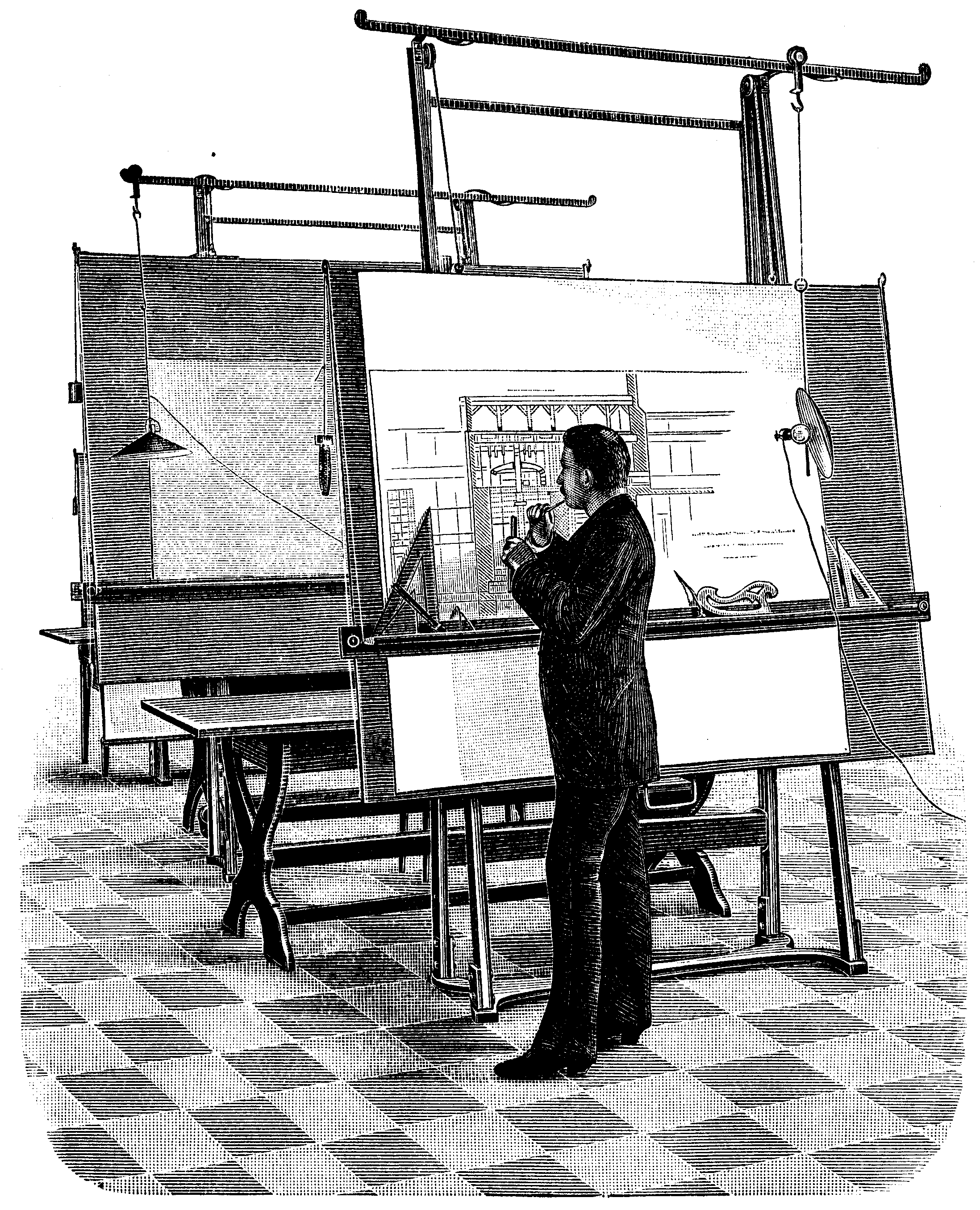
Az építész 1893-ban

Az építész – a legáltalánosabb értelemben – az a szereplő, aki az építtető akaratát a természeti környezettől elhatárolt háromdimenziós terek együtteseként megfogalmazza, egyben meghatározva azon díszítőelemek, szerkezetek jellemzőit, amelyek a terek határolására funkcionálisan alkalmasak, valamint esztétikai élményt is nyújtanak, egyúttal kényelmi szempontokat is figyelembe véve.
Az építő- és az építészmérnök között lényegében az a különbség, hogy az építőmérnök általában vonalas létesítményeket épít, az építész pedig emberi tartózkodásra alkalmas építményeket – azaz házakat. Mérnökileg azonban a két szakterület egymásra van utalva, hiszen az építészmérnök a statikai számításokat rendszerint építőmérnök kollégájától rendeli meg. Általánosságban elmondható, hogy az építész legalább annyira művészethez közeli foglalkozás mint mérnök jellegű. Ezzel szemben az építőmérnök munka klasszikus mérnöki munkakör, sok számítási feladattal.

## Az építészek oktatása
Az Európai Unióban az építészeti képzést egy egységes irányelv szabályozza  Az Építészdirektíva szerint a képzés minimális időtartama négy év nappali tagozatos egyetem, vagy egy olyan hatéves képzés, amelyből legalább három év nappali tagozaton zajlik. Az építészeti oktatás az esztétikai és műszaki követelményeket is kielégító tervezési munkára készíti fel a hallgatókat. A képzésnek tartalmaznia kell építészettörténeti, elméleti, művészeti és műszaki stúdiumokat. A hallgatóknak meg kell ismerniük a várostervezést; a társadalom, a környezet és az épületek kapcsolatát. Az egyetemek oktatják a tervezési projektek előzetes vizsgálati módszereit, a szerkezettervezést és a technológiai ismereteket.
Az építészeti oktatásról 2003-ban az Építészek Európai Tanácsa (Architects Council of Europe) is kiadott egy állásfoglalást. E szerint – az UIA (Union Internationale des Architectes ) alapelveivel egyezően – az elméleti egyetemi képzésnek legalább ötévesnek kell lennie. Ezt egy-három éves szakmai gyakorlat kell, hogy kövesse. A gyakorlat célja, hogy a végzett hallgató megtanulja az építészeti projektek menedzselését, megismerje a szakmagyakorlást, valamint vezetői és kommunikációs ismereteket szerezzen.

## Híres építészek

### Történeti korok híres építészei
- Imhotep
- Leonardo da Vinci

### A modern kor híres építészei
- Alvar Aalto
- Le Corbusier
- Antoni Gaudí
- Frank Lloyd Wright
- Ludwig Mies van der Rohe
- Oscar Niemeyer
- Eero Saarinen
- Breuer Marcell

### Kortárs építészek
- Norman Foster
- Santiago Calatrava
- Frank Gehry
- Zaha Hadid
- Coop Himmelb(l)au
- I. M. Pei
- Richard Rogers

A kortárs építészek legrangosabb elismerése az 1979-ben alapított Pritzker-díj, melyet a vele járó szakmai elismerés miatt olykor „építészeti Nobel-díjnak” is neveznek. A díjazottak a jelenkori építészet legkiemelkedőbb képviselői.
Lásd még:
- Építészek listája betűrendben
- Építészek listája korszakonként

## Az építészek szervezetei
- A legjelentősebb nemzetközi szervezet az UIA (Union Internationale des Architectes).
- Az Építészek Európai Tanácsa (Architects Council of Europe) az európai országos szervezeteket tömöríti.
- A szakmagyakorláshoz szükséges kötelező tagságon alapulnak a területi építészkamarák, és ezek alkotják a Magyar Építész Kamarát.
- A szocializmus alatt az önkéntes tagságon alapuló Magyar Építész Szövetség (MÉSZ) volt a legfontosabb és egyetlen országos szervezete az építészeknek. Mára azonban csekély taglétszámmal működik, és elvesztette országos jelentőségét.